# Lidewij Nuitten
Lidewij Nuitten (Lier, 28 februari 1992) is een Belgische documentairemaakster.

## Biografie
Nuitten studeerde journalistiek aan de Erasmushogeschool Brussel en ging in 2013 aan de slag bij het Eén-programma Iedereen beroemd. In seizoen 2015-2016 was ze te zien in de rubriek Altijd rechtdoor, waarin ze 51° noorderbreedte volgde en mensen thuis bezocht van Maasmechelen tot Veurne. In de zomer van 2015 begon Nuitten haar buren in de Albert Giraudlaan in Schaarbeek te bezoeken. Het resultaat was het volgende seizoen 's maandags te zien in de rubriek Mijn straat. Naar aanleiding van de aanslagen in Brussel op 22 maart 2016 ging ze terug even luisteren en een jaar later ging ze ook weer op bezoek. In televisieseizoen 2019-2020 werkte ze voor het eerst achter de schermen van Iedereen beroemd.
Op 30 oktober 2019 schreef ze een open brief aan de 17-jarige Mehdi die op 20 augustus omkwam nadat een politiewagen hem had aangereden. Ze excuseerde zich vanwege de vooroordelen waarmee ze dit nieuws ten onrechte had weggezet. De openhartige brief ging viraal en kreeg veel bijval.
Voor de website van De Morgen maakte ze in 2020 de documentairereeks Mijn naam is Lidewij, waarin ze gesprekken aanknoopt met onbekende mensen en dit op film vastlegt. Dat jaar maakte ze de tv-reportage Tussen Eupen en Oostende (Eén), waarin ze gesprekken aanknoopte met reizigers en spoorwegpersoneel op en rond de spoorlijn Oostende-Eupen tijdens de coronacrisis.
In 2020 maakte ze de reeks Waar is Mark?, waarin ze op zoek ging naar haar jeugdliefde Mark, een zwarte jongen die ze op een sportkamp had ontmoet, maar over wie ze verder weinig meer weet. Op zoek naar Mark kwam ze in contact met aspecten van adoptie.
In het najaar van 2021 liep in Iedereen beroemd de rubriek Mijn stad, waarin Nuitten in Brussel affiches ophing met de boodschap dat ze iemand wou ontmoeten. Ze interviewde mensen die op haar uitnodiging ingingen of passanten vervolgens in het Brusselse.
Vanaf mei 2022 is ze presentatrice van de reeks We are family, waarin ze op zoek gaat naar de roots van zichzelf en die van twee adoptiezussen. Vanaf 18 oktober 2023 zond VRT 1 de vierdelige serie De Maagdenclub uit, waarin ze ingaat op de terminologie van maagdelijkheid en maagden, en ook de connotatie van deze met al dan niet penetratieseks, en de problemen van vaginisme en vulvodynie bespreekt.